# Brindisi (stacja kolejowa)
Brindisi (wł: Stazione di Brindisi) – stacja kolejowa w Brindisi, w prowincji Brindisi, w regionie Apulia, we Włoszech. Stacja została otwarta w 1864. Jest częścią projektu Centostazioni.